# Cadulus tumidosus
Cadulus tumidosus är en blötdjursart som beskrevs av John Gwyn Jeffreys 1877. Cadulus tumidosus ingår i släktet Cadulus och familjen Gadilidae. Inga underarter finns listade i Catalogue of Life.